# こいじばし
『こいじばし』は2004年8月13日にディールのブランドであるRaccoonより発売された日本の18禁恋愛アドベンチャーゲーム。Raccoonブランドの第一弾かつ唯一のソフト。当初発売は2004年7月30日を予定していたが、8月13日に延期となった。初回版には特典としてオリジナルサウンドトラックCDが同梱された。
一般的な選択肢とは別に「Trackingシステム」という視点変更システムを搭載しており、これにより主人公とは別の視点でストーリーを進められメインストーリーの裏側や各ヒロインの気持ちなどを見ることができる。

## ストーリー
3月を迎え学校を卒業することになった橘悠太は、春休みを利用してクラスメイトの片倉葉月に市ノ瀬琉、それに幼馴染の紺野乃ノ香の4人で卒業旅行に行くことを提案される。
トントン拍子で話は進み、悠太の何気ない一言から行き先は悠太の従姉である相良紫穂がいて、縁結びの伝承が残る「こいじばし」という吊り橋のある田舎町に決まる。しかし、「こいじばし」に伝わる伝承はそのような微笑ましいものばかりではなく、予期せぬ不思議な物語が悠太達を待ち受けているのであった。

## 登場人物
橘 悠太（たちばな ゆうた）
本編の主人公で、仲良しグループの中心的存在。卒業後は大学に進学する。
片倉 葉月（かたくら はづき）
声：佐本二厘
身長：155cm
誕生日：12月14日
血液型：A型
悠太のクラスメイトで、みことの姉。卒業旅行の提案者。他人に優しく、自分に厳しいタイプのしっかり者で、卒業後は専攻は異なるものの悠太と同じ大学に進学する。
片倉 みこと（かたくら みこと）
声：一色ヒカル
身長：145cm
誕生日：11月18日
血液型：AB型
葉月の妹で、八津芝女学院に通う。乃ノ香の後輩。悠太に好意を持っており、悠太達の卒業旅行にこっそり同伴することとなる。心配性で口うるさいの姉のことを嫌いではないものの、お節介に感じている。
紺野 乃ノ香（こんの ののか）
声：成瀬未亜
身長：161cm
誕生日：7月7日
血液型：B型
悠太とは小学生からの腐れ縁の幼馴染で、八津芝女学院を卒業した。悠太からの呼称は「ののの」。大雑把な性格をしており、細かい事が苦手。卒業後は幼稚園教諭となるために短大に進学する。
相良 紫穂（さがら しほ）
声：楠鈴音
身長：159cm
誕生日：12月31日
血液型：O型
悠太の従姉で、悠太からの呼称は「シホ姉」。田舎の病院で看護士として働いている。人当たりの良い性格ではあるが、イタズラ好きで昔から悠太をからかっていた。
藤代 カレン（ふじしろ カレン）
声：草柳順子
身長：150cm
誕生日：3月6日
血液型：B型
悠太と「こいじばし」で出合った少女。父親がイギリス人で母親が日本人のハーフであるが、英語は苦手で日本語を京風関西弁で話す。
市ノ瀬 琉（いちのせ りゅう）
声：理多
身長：156cm
誕生日：12月22日
血液型：O型
悠太の親友でクラスメイトの男子。特技が料理で、卒業後は調理師を目指して調理師専門学校に進学する。

## 音楽
オープニングテーマ「まちあわせ」
歌：理多

## スタッフ
- シナリオ：Revoenil
- 原画：M4-10c
- 音楽：Blueberry & Yogurt

## 関連商品
DVDPG
- こいじばし
  - ブランド：電脳CLUB
  - 発売日：2006年10月26日
  - 品番：DCPG-124
  - JAN CODE：4538017-00141-4